# Gelbbauchwürger
Der Gelbbauchwürger (Laniarius atroflavus) ist eine Vogelart aus der Familie der Buschwürger (Malaconotidae).
Der Vogel kommt in Kamerun im Kameruner Grasland und auf den Kamerunberg vor sowie in Südostnigeria.
Der Lebensraum umfasst dichtes Unterholz in Lichtungen und Bergwald, in Waldinseln und Bambushaine in Schluchten und Abhängen von 700–2900 m Höhe.
Der Artzusatz kommt von lateinisch ater ‚schwarz‘ und lateinisch flavus ‚gelb‘.
Dieser Buschwürger ist ein Standvogel.

## Merkmale
Der Vogel ist 18–20 cm groß und wiegt 40–47 g. Er ist auffallend gefiedert. Der Kopf ist vom Scheitel bis zu den Zügel, den Ohrdecken bis unters Auge sowie auf der Oberseite einschließlich Flügeloberseite und Schwanz schwarz mit dunkelblauem oder ölig-grünem Schimmer außer einzelnen weißen Flecken am Bürzel. Kinn und Kehle sind zitronengelb und gehen über in leuchtendes Orange-Gelb an der Brust. Die Flanken und der Steiß seitlich sind weißlich mit etwas bräunlich-rosa Färbung. Die Unterschwanzdecken sind bräunlich-weiß, die Flügeldecken haben schwärzliche Ränder. Die Iris ist dunkelbraun, der Schnabel schwarz, die Beine schiefergrau bis schwarz. Im Ausbreitungsgebiet kommt kein vergleichbarer Vogel vor. Die Geschlechter unterscheiden sich nicht, das Weibchen ist vielleicht etwas größer. Jungvögel sind auf der Oberseite dunkelbraun überhaucht, die Flügel sind dunkelbraun, die Handschwingen haben gelbbraune Spitzen.
Die Art ist monotypisch.

## Stimme
Dieser Buschwürger wird als sehr ruffreudig beschrieben mit einem breiten Repertoire an lauten Pfeif-, Rassel-, Kratzlauten und Wechselgesang des Pärchens wie „whee-oo-chook“ oder „hweeu-kzzr-hweeu“. Beide können das Duett einleiten. Viele Lautäußerungen sind ähnlich, teilweise sogar ununterscheidbar von denen des Rabenwürgers (Laniarius poensis). Das Schnabelklicken erinnert an Arten der Gattung Chlorophoneus.

## Lebensweise
Die Nahrung besteht hauptsächlich aus Insekten, die ruhelos paarweise gesucht werden bis 7 m über dem Erdboden. Die Art ist fast immer als Paar anzutreffen.
Die Brutzeit liegt zwischen November und März. Das Nest wird in 0,6–4 m über dem Boden gebaut, das Gelege besteht aus 2 Eiern.

## Gefährdungssituation
Der Bestand gilt als „nicht gefährdet“ (Least Concern).